# 17e étape du Tour de France 2010
Pour un article plus général, voir Tour de France 2010.
La 17e étape du Tour de France 2010 s'est déroulée le jeudi 22 juillet 2010 entre Pau et le Col du Tourmalet sur 174 km. L'étape a lieu au lendemain de la deuxième journée de repos. À l'issue de cette étape le porteur du maillot à pois, sauf abandon, est assuré de le garder jusqu'à l'arrivée à Paris car il n'y a plus de côte ou col répertorié.

## Profil de l'étape
Le début d'étape est légèrement vallonné, avec notamment la côte de Renoir (2,2 km à 6 %), une côte de quatrième catégorie dont le sommet est au km 13.5, et un sprint intermédiaire au km 33. Après le col de Marie-Blanque (9,3 km à 7,6 %), classé en première catégorie, au km 56,5 et la descente, les coureurs auront un peu de répit avec environ 35 km de plat et la zone de ravitaillement au km 87,5. Après le col du Soulor (11,9 km à 7,8 %), difficulté de première catégorie dont le sommet est au km 117.5, les coureurs empruntent la descente, en 3 parties (7,5 km de descente raide, environ 3 km plus doux et la fin plus abrupte), puis 5 km de plat avant de disputer le deuxième sprint intermédiaire (km 141,5). S'ensuivent une petite quinzaine de kilomètres de faux plats montants, puis, par Barèges, le col du Tourmalet (18,6 km à 7,5 %), en haut duquel est jugée l'arrivée, après 174 km de course à travers les Pyrénées-Atlantiques et les Hautes-Pyrénées. Le souvenir Henri-Desgrange est attribué au sommet de cette ascension Hors Catégorie.

## La course
Les coureurs ont roulé à travers l'humidité et le brouillard, particulièrement dense à l'arrivée au Tourmalet.
Au km 2, Kristjan Koren (Liquigas-Doimo) attaque. Au km 5, il est rejoint par Juan Antonio Flecha, Edvald Boasson Hagen (Team Sky), Alexandr Kolobnev (Team Katusha), Marcus Burghardt (BMC Racing), Rémi Pauriol (Cofidis) et Rubén Pérez Moreno (Euskaltel-Euskadi). Les sept hommes vont prendre lentement de l'avance. Mais, au km 23, la chute de Samuel Sánchez (Euskaltel-Euskadi) perturbe la poursuite. Carlos Sastre (Cervélo TestTeam), un temps accompagné par son coéquipier Ignatas Konovalovas, va se lancer à la poursuite des échappés peu avant le col de Marie-Blanque. Il restera longtemps intercalé.
Dans le col de Marie-Blanque, les fuyards cèdent du terrain sur leurs poursuivants. En effet, le retard de Sastre passe de 3 min 35 s au pied à 1 min 20 s au sommet, tandis que celui du peloton passe de 9 à 8 minutes. Le vainqueur du Tour de France 2008 va perdre beaucoup de temps dans la descente puis la vallée, mais refait une partie de son retard dans le col du Soulor, dont il franchit le sommet avec 2 min 55 s de retard. Le peloton passe avec 4 min 17 s de retard sur les hommes de tête, après une ascension assez calme marquée par le passage d'un troupeau de moutons, qui aura néanmoins décroché des coureurs comme Christophe Le Mével, et mis en difficulté notamment Luis León Sánchez et Denis Menchov. La descente se faisant sous un épais brouillard, le peloton ne prend aucun risque, ce qui permet aux coureurs distancés de recoller. L'avance des échappés va augmenter de nouveau, passant au-dessus de la barre des 5 min. Les Astana, les Rabobank et les Team Saxo Bank vont alors enclencher pour de bon la poursuite. Sastre est repris par le peloton au km 140, tandis que le groupe de tête aborde l'ascension finale avec seulement 3 minutes d'avance.
Dès le début la montée, l'échappée explose, d'abord avec le décrochage rapide de Flecha et Boasson Hagen, puis avec l'accélèration de Kolobnev, seulement suivi par Burghardt. Les Team Saxo Bank prennent les commandes du peloton, ce qui, à la fois, fait craquer notamment Ivan Basso (Liquigas-Doimo), Cadel Evans (BMC Racing) et Carlos Sastre, et réduit l'écart avec le duo de tête, qui n'est plus que de 2 min 30 s à 15 km de l'arrivée. Le groupe maillot jaune n'est alors plus composé que d'une trentaine d'éléments. Kolobnev lâche Burghardt à 13 km du sommet. Le rythme imprimé par Jakob Fuglsang fait craquer Alexandre Vinokourov (Astana) à 12,5 km du but.
À 10,5 km de l'arrivée, l'homme de tête n'a plus qu'une minute d'avance sur le groupe maillot jaune, qui ne compte plus que 20 coureurs. Carlos Barredo (Quick Step) attaque alors, suivi par Pierre Rolland (BBox Bouygues Telecom) et Andy Schleck (Team Saxo Bank). Ce dernier relance l'allure, à la sortie de Barèges, et n'est suivi que par Alberto Contador (Astana) et Joaquim Rodriguez. Denis Menchov est juste derrière. Rodriguez est rapidement lâché, puis repris par Menchov. À 9 km de la ligne, les deux premiers du classement général rejoignent et lâchent Kolobnev. Derrière eux, on retrouve un groupe composé de Joaquim Rodríguez (Team Katusha), Jurgen Van den Broeck (Omega Pharma-Lotto), Samuel Sánchez (Euskaltel-Euskadi), Denis Menchov, Robert Gesink (Rabobank), Christopher Horner (Team RadioShack) et Ryder Hesjedal (Garmin-Transitions). Contador ne prend pas de relais, tandis que le groupe Sánchez, mené par Gesink, pointe à 50 secondes à 7,5 km du sommet. L'écart va continuer de grandir (1 min 30 s à 5 km du sommet) et quelques coureurs, dont Roman Kreuziger (Liquigas-Doimo) recollent au groupe de poursuivants.
Contador attaque à 4 km du sommet, mais ne parvient pas à distancer Schleck. Tandis que l'écart avec le deuxième groupe se stabilise autour d'1 min 40 s, Schleck défie son rival du regard, resté célèbre, afin de jauger son rival. Andy Schleck gagne l’étape, mais il ne réussit pas à prendre du temps, et reste toujours à 8 secondes au classement général. Les deux coureurs se congratulent après leur arrivée. Dans le groupe Sánchez, Joaquim Rodriguez parvient à sortir dans le final, suivi par Ryder Hesjedal. Rodriguez franchit la ligne 1 min 18 s après le duo, tandis que Hesjedal est quatrième, à 9 secondes de Rodriguez. Dans la lutte pour le podium, Sánchez reprend 8 s à Denis Menchov, qui finit avec Robert Gesink.

## Sprints intermédiaires
| Premier   | Edvald Boasson Hagen | 6 pts. |
| Deuxième  | Juan Antonio Flecha  | 4 pts. |
| Troisième | Alexandr Kolobnev    | 2 pts. |

| Premier   | Edvald Boasson Hagen | 6 pts. |
| Deuxième  | Alexandr Kolobnev    | 4 pts. |
| Troisième | Rémi Pauriol         | 2 pts. |

## Côtes
| Premier   | Alexandr Kolobnev   | 3 pts |
| Deuxième  | Rémi Pauriol        | 2 pts |
| Troisième | Juan Antonio Flecha | 1 pt  |

| Premier   | Juan Antonio Flecha  | 15 pts |
| Deuxième  | Kristjan Koren       | 13 pts |
| Troisième | Rémi Pauriol         | 11 pt  |
| Quatrième | Rubén Pérez Moreno   | 9 pts  |
| Cinquième | Alexandr Kolobnev    | 8 pts  |
| Sixième   | Marcus Burghardt     | 7 pts  |
| Septième  | Edvald Boasson Hagen | 6 pts  |
| Huitième  | Carlos Sastre        | 5 pts  |

| Premier   | Marcus Burghardt     | 15 pts |
| Deuxième  | Kristjan Koren       | 13 pts |
| Troisième | Rubén Pérez Moreno   | 11 pts |
| Quatrième | Rémi Pauriol         | 9 pts  |
| Cinquième | Juan Antonio Flecha  | 8 pts  |
| Sixième   | Alexandr Kolobnev    | 7 pts  |
| Septième  | Edvald Boasson Hagen | 6 pts  |
| Huitième  | Carlos Sastre        | 5 pts  |

| Premier   | Andy Schleck          | 40 pts |
| Deuxième  | Alberto Contador      | 36 pts |
| Troisième | Joaquim Rodríguez     | 32 pts |
| Quatrième | Ryder Hesjedal        | 28 pts |
| Cinquième | Samuel Sánchez        | 24 pts |
| Sixième   | Denis Menchov         | 20 pts |
| Septième  | Robert Gesink         | 16 pts |
| Huitième  | Christopher Horner    | 14 pts |
| Neuvième  | Jurgen Van den Broeck | 12 pts |
| Dixième   | Roman Kreuziger       | 10 pts |

## Classement de l'étape
| Classement de la 17e étape | Classement de la 17e étape | Classement de la 17e étape | Classement de la 17e étape | Classement de la 17e étape |
|                            | Coureur                    | Pays                       | Équipe                     | Temps                      |
| -------------------------- | -------------------------- | -------------------------- | -------------------------- | -------------------------- |
| 1er                        | Andy Schleck               | LUX                        | Team Saxo Bank             | en 5 h 3 min 29 s          |
| 2e                         | Alberto Contador           | ESP                        | Astana                     | m.t.                       |
| 3e                         | Joaquim Rodríguez          | ESP                        | Team Katusha               | + 1 min 18 s               |
| 4e                         | Ryder Hesjedal             | CAN                        | Garmin-Transitions         | + 1 min 27 s               |
| 5e                         | Samuel Sánchez             | ESP                        | Euskaltel-Euskadi          | + 1 min 32 s               |
| 6e                         | Denis Menchov              | RUS                        | Rabobank                   | + 1 min 40 s               |
| 7e                         | Robert Gesink              | NED                        | Rabobank                   | + 1 min 40 s               |
| 8e                         | Christopher Horner         | USA                        | Team RadioShack            | + 1 min 45 s               |
| 9e                         | Jurgen Van den Broeck      | BEL                        | Omega Pharma-Lotto         | + 1 min 48 s               |
| 10e                        | Roman Kreuziger            | CZE                        | Liquigas-Doimo             | + 2 min 14 s               |
| modifier                   |                            |                            |                            |                            |

## Classement général
| Classement général à la 17e étape | Classement général à la 17e étape | Classement général à la 17e étape | Classement général à la 17e étape | Classement général à la 17e étape |
|                                   | Coureur                           | Pays                              | Équipe                            | Temps                             |
| --------------------------------- | --------------------------------- | --------------------------------- | --------------------------------- | --------------------------------- |
| 1er                               | Alberto Contador                  | ESP                               | Astana                            | en 83 h 32 min 39 s               |
| 2e                                | Andy Schleck                      | LUX                               | Team Saxo Bank                    | + 8 s                             |
| 3e                                | Samuel Sánchez                    | ESP                               | Euskaltel-Euskadi                 | + 3 min 32 s                      |
| 4e                                | Denis Menchov                     | RUS                               | Rabobank                          | + 3 min 53 s                      |
| 5e                                | Jurgen Van den Broeck             | BEL                               | Omega Pharma-Lotto                | + 5 min 27 s                      |
| 6e                                | Robert Gesink                     | NED                               | Rabobank                          | + 6 min 41 s                      |
| 7e                                | Joaquim Rodríguez                 | ESP                               | Team Katusha                      | + 7 min 3 s                       |
| 8e                                | Ryder Hesjedal                    | CAN                               | Garmin-Transitions                | + 9 min 18 s                      |
| 9e                                | Roman Kreuziger                   | CZE                               | Liquigas-Doimo                    | + 10 min 12 s                     |
| 10e                               | Christopher Horner                | USA                               | Team RadioShack                   | + 10 min 37 s                     |
| modifier                          |                                   |                                   |                                   |                                   |

## Classements annexes

### Classement par points
| Classement par points | Classement par points | Classement par points | Classement par points | Classement par points |
| --------------------- | --------------------- | --------------------- | --------------------- | --------------------- |
|                       | Coureur               | Pays                  | Équipe                | Point(s)              |
| 1er                   | Thor Hushovd          | NOR                   | Cervélo TestTeam      | 191 points            |
| 2e                    | Alessandro Petacchi   | ITA                   | Lampre-Farnese        | 187 pts               |
| 3e                    | Mark Cavendish        | GBR                   | Team HTC-Columbia     | 162 pts               |
| modifier              |                       |                       |                       |                       |

### Classement du meilleur grimpeur
| Classement du meilleur grimpeur | Classement du meilleur grimpeur | Classement du meilleur grimpeur | Classement du meilleur grimpeur | Classement du meilleur grimpeur |
| ------------------------------- | ------------------------------- | ------------------------------- | ------------------------------- | ------------------------------- |
|                                 | Coureur                         | Pays                            | Équipe                          | Point(s)                        |
| 1er                             | Anthony Charteau                | FRA                             | BBox Bouygues Telecom           | 143 points                      |
| 2e                              | Christophe Moreau               | FRA                             | Caisse d'Épargne                | 128 pts                         |
| 3e                              | Andy Schleck                    | LUX                             | Team Saxo Bank                  | 116 pts                         |
| modifier                        |                                 |                                 |                                 |                                 |

### Classement du meilleur jeune
| Classement général du meilleur jeune | Classement général du meilleur jeune | Classement général du meilleur jeune | Classement général du meilleur jeune | Classement général du meilleur jeune |
|                                      | Coureur                              | Pays                                 | Équipe                               | Temps                                |
| ------------------------------------ | ------------------------------------ | ------------------------------------ | ------------------------------------ | ------------------------------------ |
| 1er                                  | Andy Schleck                         | LUX                                  | Team Saxo Bank                       | en 83 h 32 min 47 s                  |
| 2e                                   | Robert Gesink                        | NED                                  | Rabobank                             | + 6 min 33 s                         |
| 3e                                   | Roman Kreuziger                      | CZE                                  | Liquigas-Doimo                       | + 10 min 4 s                         |
| modifier                             |                                      |                                      |                                      |                                      |

### Classement par équipes
| Classement par équipes | Classement par équipes | Classement par équipes | Classement par équipes |
|                        | Équipe                 | Pays                   | Temps                  |
| ---------------------- | ---------------------- | ---------------------- | ---------------------- |
| 1re                    | Team RadioShack        | États-Unis             | en 250 h 44 min 40 s   |
| 2e                     | Caisse d'Épargne       | Espagne                | + 8 min 30 s           |
| 3e                     | Rabobank               | Pays-Bas               | + 33 min 59 s          |
| modifier               |                        |                        |                        |

## Abandon
- Simon Špilak (Lampre-Farnese) : abandon